# 최영술
최영술(1972년 10월 28일 ~)은 OB 베어스의 전 야구 선수다. 성남고등학교를 졸업했다.

## 같이 보기
- 1971년 19월28일 경남합천 출생
- 서울도신초등학교야구부 입단
- 서울미성초등학교 졸업
- 서울 성남중학교 졸업
- 서울 성남고등학교 졸업
- 1991년 OB 베어스 시즌
- 1996년 OB 베어스 임의탈퇴공시(임의탈퇴공시 1호선수)
- 2021년 현재 영등포 소재 오뎅바 운영중